# 高岡市民会館
高岡市民会館（たかおかしみんかいかん）は、富山県高岡市の高岡古城公園にあった公立会館。1966年4月1日に開館し、催事会場として利用されていたが、2018年1月に休館し、その後解体されることになった。

## 概要
主にコンサートなどの催事会場として利用されていた。特に催事が無い日はロビーが開放され、市民の憩いの場となっていた。休館日は月曜日（祝日の場合は翌日の平日）。
2017年度に客席天井脱落防止などの安全対策の改修工事を予定していたが、老朽化により新たに電気設備の不具合が見つかり抜本的な改修が必要となったため、2018年1月以降休館。しかしその後も再開のめどが立たず、改修費が概算で35億円必要と判明したため、改修せず解体が検討されることになった。
その後、2022年6月から2023年11月末までの期間で解体工事が実施されることになり、2022年10月末の時点では屋根や外壁の取り壊しが進んでいる。2023年8月に更地になる予定で、高岡市は解体後の跡地活用法を慎重に検討している。